# Fascie cremasterică
Fascia cremasterică este o fascie din scrot. Pe măsură ce mușchiul cremaster coboară, formează o serie de bucle care diferă în grosime și lungime în diferite subiecte. În partea superioară a cordonului, buclele sunt scurte, dar devin din ce în ce mai lungi, cele mai lungi fiind în partea de jos, ajungând până la nivelul testiculului, unde câteva intră în tunica vaginală. Aceste bucle sunt unite împreună de țesutul areolar și formează o acoperire subțire peste cordon și testicul, fascia cremasterică.
Este o continuare a aponevrozei mușchiului oblic abdominal intern. 